# Nave appoggio idrovolanti
Una nave appoggio idrovolanti è una nave dotata di installazioni per operare idrovolanti. Questo tipo di navi furono il primo tipo di portaerei utilizzato e fecero la loro comparsa poco prima dell'inizio della prima guerra mondiale.

## Storia
La prima nave appoggio idrovolanti fu La Foudre della Marine nationale nel 1911, successivamente all'invenzione dell'idrovolante nel 1910 (il francese Canard Voisin). La Foudre trasportava gli idrovolanti in un hangar sul ponte principale dal quale venivano calati in acqua con una gru. Venne ulteriormente modificata nel novembre 1913 con un ponte piatto da 10 metri per lanciare i suoi propri idrovolanti. La prima nave appoggio idrovolanti della Royal Navy fu l'Hermes, un vecchio incrociatore convertito ed entrato in servizio nel 1913.

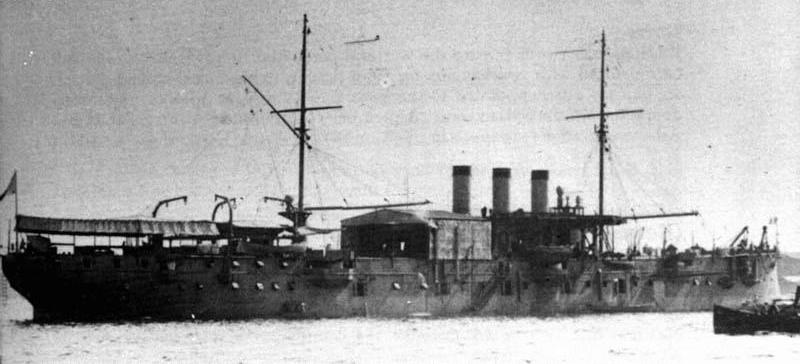
La prima nave appoggio idrovolanti, La Foudre, nel 1912

Possedevano un hangar per l'immagazzinamento e la manutenzione degli idrovolanti, ma non un ponte di volo come una vera portaerei, utilizzavano invece delle gru per abbassare e recuperare gli idrovolanti dalla superficie del mare (da cui atterravano e decollavano). Per agevolare le operazioni di decollo disponevano in genere di piccole rampe dotate di catapulte, che permettevano il lancio degli idrovolanti senza bisogno di farli decollare dall'acqua.
Queste navi erano normalmente mercantili convertiti, piuttosto che essere espressamente costruiti per questo scopo. Con il miglioramento degli aerei l'uso degli idrovolanti divenne sempre più problematico, questi potevano operare solo in condizioni di mare calmo e la nave doveva arrestarsi per il lancio ed il recupero, operazioni che potevano entrambe richiedere intorno ai 20 minuti. La nave appoggio doveva spesso viaggiare cinquanta miglia davanti alla flotta principale, insieme allo schermo di incrociatori, così da non rimanere troppo indietro quando si sarebbe arrestata per lanciare i suoi aerei. Gli idrovolanti inoltre hanno prestazioni inferiori a quella di un aereo equivalente a causa della zavorra ed ingombro dei galleggianti. Durante la prima guerra mondiale le navi appoggio idrovolanti vennero largamente sostituite dalle portaerei nelle flotte da battaglia, sebbene gli aerei giocassero ancora un ruolo minoritario in confronto alla potenza di fuoco dell'artiglieria navale.
Negli anni tra le guerre divenne comune equipaggiare incrociatori e corazzate con idrovolanti lanciati da catapulte, ma nella seconda guerra mondiale la disponibilità delle portaerei e le prestazioni superiori dei loro aerei fece sì che quasi tutte le catapulte venissero rimosse e gli hangar convertiti per altri scopi.
Le navi appoggio idrovolanti continuarono ad essere usate anche dopo la seconda guerra mondiale, sebbene di solito come navi di supporto che operavano con gli idrovolanti da porti piuttosto che in mare aperto. Questi aerei erano generalmente utilizzati per missioni di pattugliamento a lungo raggio. L'uso di navi appoggio permetteva di inviare rapidamente gli aerei in nuove basi, dato che loro installazioni di supporto erano mobili, in maniera simile alle navi appoggio per sottomarini o cacciatorpediniere, e non era necessario costruire piste di decollo. Alcuni rimasero in servizio anche dopo la guerra, ma per la fine degli anni cinquanta la maggior parte erano state smantellate o convertite ad altri usi, come navi riparazione per elicotteri.

## Elenco navi

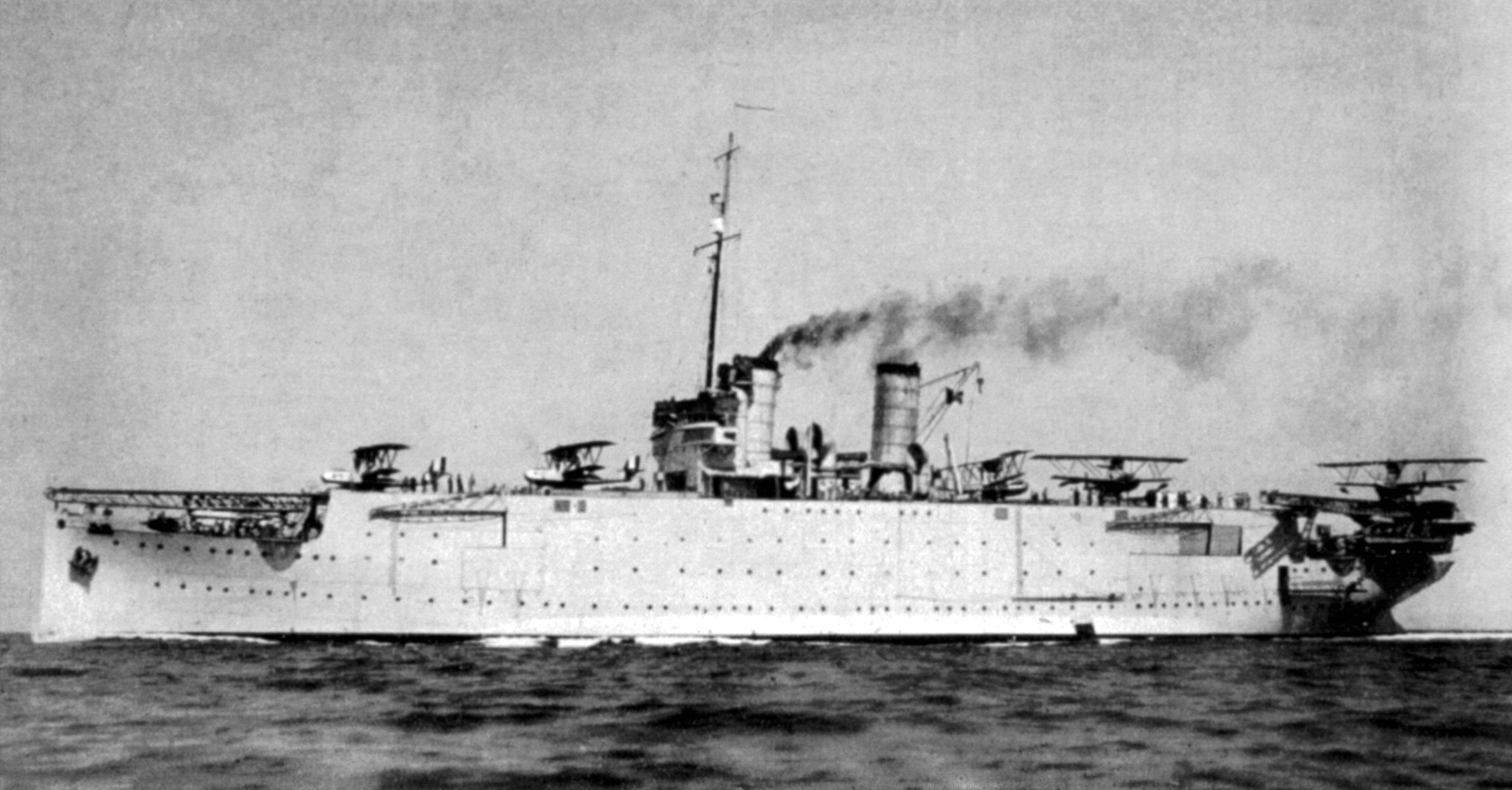
Nave appoggio idrovolanti italiana Giuseppe Miraglia della Regia Marina

Alcune navi appoggio idrovolanti sono state:
- RN Elba, entrata in servizio il 4 giugno 1914 con 4 idrovolanti Curtiss "Flying Boat"
- Europa, ottenuta nel 1915 dalla trasformazione di un mercantile ex inglese del 1895
- Giuseppe Miraglia, varata nel 1923. Progettata inizialmente come piroscafo destinato alle ferrovie dello stato, venne convertita in fase di costruzione.
- HMS Ben-my-chree un traghetto convertito usato nella prima guerra mondiale
- HMS Engadine un altro traghetto convertito, presente alla battaglia dello Jutland
- USS Langley (CV-1) la prima portaerei degli Stati Uniti, che venne convertita in una nave appoggio idrovolanti nel 1937
- USS Mississippi (BB-23) una corazzata obsoleta usata come nave appoggio idrovolanti nel 1914.
- Commandant Teste

### Navi appoggio per idrovolanti postali
La Germania utilizzò limitatamente nei primi anni trenta le navi appoggio idrovolanti sulle rotte postali per l'America del sud. La nave appoggio consentiva di realizzare un punto di rifornimento "nel bel mezzo dell'Atlantico" per l'idrovolante postale, oppure trasportare l'idrovolante per il primo tratto del suo viaggio e lanciarlo, tramite catapulta, quando la destinazione entrava nel raggio della sua autonomia. Prima dell'entrata in servizio di queste navi, gli idrovolanti postali tedeschi potevano "incontrarsi" con transatlantici per effettuare il trasbordo dei sacchi di posta.
In questo stesso periodo un servizio di posta aerea tra Germania ed America del sud era offerto dal dirigibile LZ 127 Graf Zeppelin, che effettuava trasporto passeggeri e posta verso il Brasile, consentendo la consegna della posta in tre giorni, anziché i 21 giorni del viaggio via mare.
Le navi appoggio idrovolanti impiegate dalla Lufthansa furono:
- Westfalen: un piroscafo dotato di catapulta e gru, utilizzato per i primi esperimenti nel 1932 e per il servizio regolare a partire dal 3 febbraio 1934. Nel primo anno furono compiuti 24 voli con cadenza quindicinale.  Gli idrovolanti utilizzati sulla rotta principale, catapultati o riforniti dal piroscafo erano Dornier Wal.
- Schwabenland: introdotta alla fine del 1934, affiancando il Westfalen. Consentì, nel 1935 di portare il tragitto tra Berlino e Rio de Janeiro a tre giorni. A partire dal 1936 venne utilizzata per delle prove di collegamento nell'Atlantico del nord. Questa tratta presentava infatti caratteristiche meteorologiche peggiori e solo con il perfezionarsi delle macchine poté essere affrontata con sicurezza. Tra il 5 settembre e il 20 ottobre furono compiuti 4 voli di prova lungo le rotte Lisbona-Azzorre-New York. Altri voli di prova furono compiuti tra il 1937 e il 1938, ma il servizio postale regolare non prese mai il via a causa del fallimento di un accordo tra il governo tedesco e quello statunitense.
- Friesenland: Venne impiegato nella fase sperimentale del servizio verso gli USA, e successivamente utilizzato sulle rotte nell'Atlantico meridionale.
- Bremen: era uno dei più famosi transatlantici tedeschi. Anch'esso dotato di catapulta, durante il viaggio inaugurale utilizzò un Heinkel He 112, che consentì di far arrivare la posta 24 ore prima dell'approdo del transatlantico.